# Monastère de l'Immaculée-Conception de Belley
Le monastère de l'Immaculée-Conception de Belley est un monastère de cisterciennes établi en 1821 à Belley dans le département français de l'Ain où il succède à celui de Seyssel lors de la Restauration.

## Localisation
Le logement des religieuses édifié en 1890-1891 est occupé, en 2020, par les services de la sous-préfecture, rue des Barons-les-Bernadines, à Belley.

## Histoire

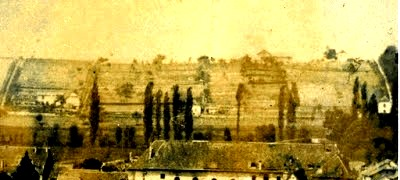
L’ancien couvent en arrière plan.

Avec le rattachement de l'Ain à la France par le traité de Lyon en 1601, Belley devient française et de nombreuses congrégations religieuses s'y installent dont les premières cisterciennes venues de l'abbaye de Bons mais ce n'est qu'à partir de 1805 que les bernardines réformées y font leur apparition.
Pierrette Marie Josephette, fille de André de Luyset, seigneur de la maison-forte de Lompnaz quitte en 1793 le couvent des Bernardines de Seyssel où elle a prononcé ses vœux et se réfugie chez elle à Belley où elle soutient les prêtres réfractaires et se consacre à l'éducation des jeunes filles. Elle rachète la propriété du lieutenant général Balme de Sainte-Julie pour y installer quelques ex-consœurs et ses pensionnaires.
En 1821 les autorités ecclésiastiques donnent leur agrément et les Bernardines s'installent dans le monastère de l'Immaculée-Conception dont mère de Luyset devient la première supérieure en 1833, réélue quasiment jusqu'à la fin de sa vie. L'agrément est entériné le 13 février 1843 par ordonnance de Louis-Philippe.
En 1905, à la séparation des églises et de l'État, il ne reste que douze sœurs âgées ou infirmes et quatre pour s'en occuper. Pendant la Première Guerre mondiale le couvent étant utilisé comme hôpital, les religieuses qui se font infirmières sont médaillées pour leur dévouement. Par décret de Rome du 12 novembre 1947, la congrégation est dissoute et les dernières religieuses se retirent au monastère Notre-Dame-de-la-Paix à Castagniers dans les Alpes-Maritimes. En un siècle, environ 130 religieuses se sont succédé à Belley.

## Architecture et description
Le couvent comprenait une chapelle, les constructions à usage de la communauté et le pensionnat des jeunes filles. À l'angle des rues des Barons et Saint-Jean, la maison de l'aumônier accueille en 1811 des prélats romains emprisonnés à Pierre-Châtel par Napoléon Ier. À partir de 1821 la chapelle nouvellement construite ouvre sur le cloître ; elle est partiellement ouverte aux fidèles hors la vue des moniales séparées par une grille (observance de la règle de la clôture). Ne subsiste de nos jours que la portion gauche du bâtiment en cours de réhabilitation.

## Filiation et dépendances
Fondé par une religieuse de Seyssel, Belley est fille du couvent des bernardines de Rumilly.

## Liste des abbesses
- Pierrette Marie Josephette de Luyset est la première abbesse.